# Oikojärvi
Oikojärvi eller Oikijärvi är en sjö i Finland. Den ligger i kommunen Enontekis i landskapet Lappland, i den norra delen av landet, 1 000 km norr om huvudstaden Helsingfors. Oikojärvi ligger 449,1 meter över havet. Omgivningarna runt Oikojärvi är i huvudsak ett öppet busklandskap. Arean är 1,11 kvadratkilometer och strandlinjen är 7,48 kilometer lång. Sjön  ingår i Torne älvs huvudavrinningsområde. 